# Göran Sönnerstedt
Carl Göran Bernhard Sönnerstedt, född 3 juli 1946 i Solna församling i Stockholms län, död 12 april 2015 i Limhamns församling i Malmöhus län, var en svensk skådespelare och krögare.
Göran Sönnerstedt var son till operasångaren Bernhard Sönnerstedt och Agda Nilsson. Han kom under uppväxtåren till Göteborg där han utbildade sig vid scenskolan. Han var verksam som operasångare i Göteborg och vid Malmö stadsteater där han fick solistkontrakt 1977. Han drev också Teaterrestaurangen i Malmö tillsammans med Marianne Mörck. Sönnerstedt medverkade i såväl radio som TV.
Åren 1970–1972 var han gift med Désirée Edlund och fick en dotter född 1970, Anja Sönnerstedt, och därefter sambo 1977–1990 med Marianne Mörck.

## Teaterroller i urval
- 1975 – På Sicilien, Stora teatern, Göteborg[13]
- 1979 – Kärleksbrev på blått papper, Malmö stadsteater[2]
- 1982 – Maratondansen, Malmö stadsteater[2]